# Jazz (stacja telewizyjna)
JAZZ – polski kanał telewizyjny nadający muzykę jazzową. To kanał telewizyjny o charakterze wyspecjalizowanym – muzyczno-kulturalnym, informacyjno-publicystycznym, którego założeniem jest propagowanie muzyki jazz, muzyki współczesnej, muzyki improwizowanej i form artystycznych, które są im pokrewne, należący do Berenikafilm, nadający od 21 marca 2018 roku.
Pierwszym operatorem, który udostępnił ten kanał swoim abonentom, jest sieć Vectra.
Od 16 lipca 2019 r. została dołączona do oferty internetowej platformy WP Pilot.
Kanał miał rozpocząć nadawanie 20 lutego 2018 r., lecz rozpoczął nadawanie 21 marca 2018.

## Pasma Jazz

### Obecne
- Jazz na dzień dobry
- Jazzowe hity
- Publicystyka
- Jazz i nie tylko...
- Koncert
- Jazzowy maraton nocny